# Don Beauman
 Don Beauman  va ser un pilot de curses automobilístiques britànic que va arribar a disputar curses de Fórmula 1.
Don Beauman va néixer el 26 de juliol del 1928 a Farnborough, Hampshire, Anglaterra i va morir el 9 de juliol del 1955 en un accident disputant una cursa a Rathnew, Irlanda.

## A la F1
Va debutar a la cinquena cursa de la temporada 1954 (la cinquena temporada de la història) del campionat del món de la Fórmula 1, disputant el 17 de juliol del 1954 el GP de Gran Bretanya al Circuit de Silverstone.
Don Beauman va participar en una única cursa puntuable pel campionat de la F1, no assolí cap punt pel campionat de pilots.

## Resultats a la Fórmula 1
| Any  | Equip            | Xassís    | Motor       | 1   | 2   | 3   | 4   | 5      | 6   | 7   | 8   | 9   | Posició | Punts |
| ---- | ---------------- | --------- | ----------- | --- | --- | --- | --- | ------ | --- | --- | --- | --- | ------- | ----- |
| 1954 | Sir Jeremy Boles | Connaught | Lea-Francis | ARG | 500 | BEL | FRA | GBR 11 | ALE | SUI | ITA | ESP | -       | 0     |

### Resum
| Curses: | Victòries: | Pòdiums: | Poles: | Voltes ràpides: | Punts: |
| ------- | ---------- | -------- | ------ | --------------- | ------ |
| 1       | 0          | 0        | 0      | 0               | 0      |